# Торквато Тассо
Торква́то Та́ссо (італ. Torquato Tasso; 11 березня 1544 — 25 квітня 1595) — італійський поет та теоретик поетичного мистецтва, найвидатніший представник італійської літератури пізнього Відродження. Одною з найвидатніших його поем є «Визволений Єрусалим».

## Життєпис
Народився у Соренто в родині поета Бернарда Тасса. Отримав освіту в університетах Падуї та Болоньї. Вивчав філософію, право, богослів'я, особливо цікавився античною культурою. З 1565 року перебуває у Феррарі спершу на службі в кардинала Гійома Г'юза д'Естена, а потім у герцога Альфонса ІІ д'Есте.

## Твори

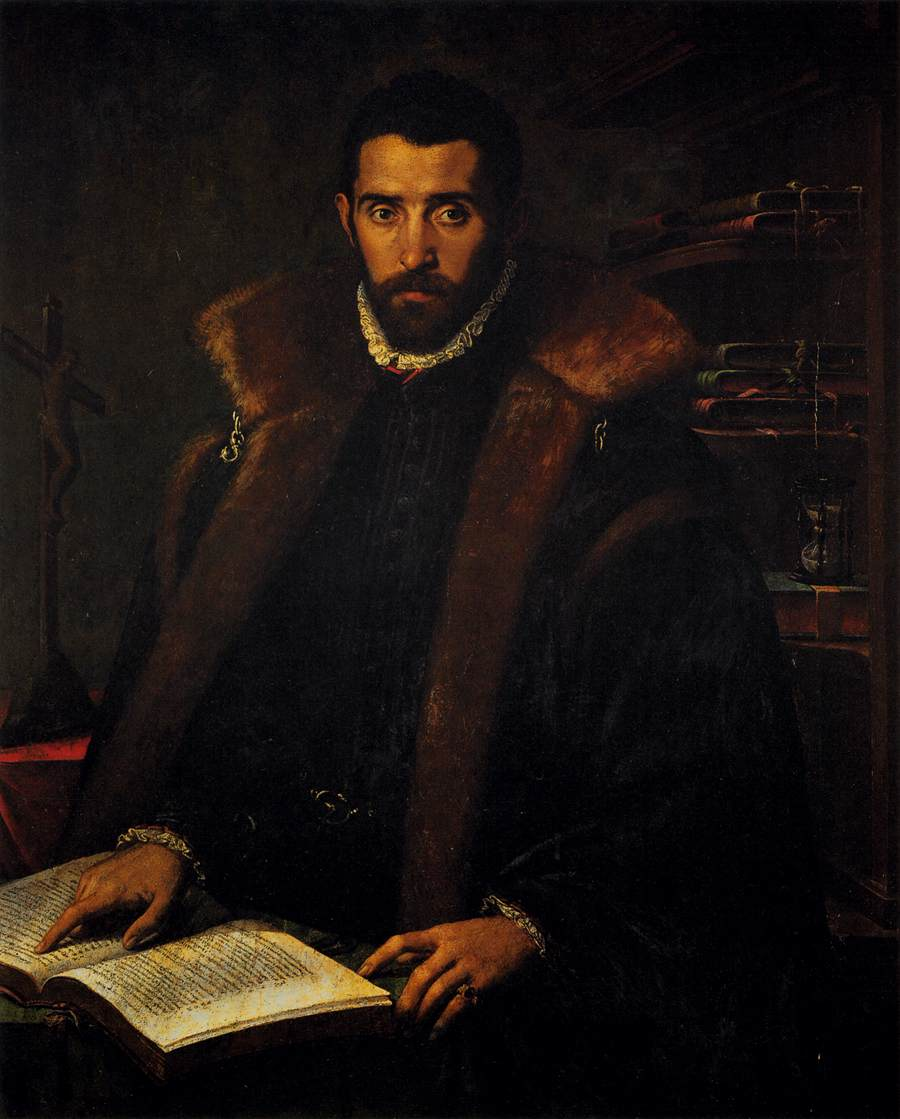
Торквато Тассо, 1590-ті роки

Першим твором стала написана у 1562 році поема «Рінальдо». Це твір з фантастичним лицарським сюжетом, опрацьований у стилі античної епічної поеми. У 1564—1565 роках він пише трактат «Роздуми про епічну поезію» в якому обґрунтовує необхідність появи нового типу епічної поеми, яка б поєднала середньовічну та античну традиції.
У 1573 році, спираючись на еклоги Овідія та Теокріта пише пасторальну драму «Амінта». Ще в часи написання трактату Торквато виношує задум епічної поеми, і за кілька років пише на основі середньовічних французьких хронік і лицарських романів свій найвизначніший твір — поему «Визволений Єрусалим». Поема вважається зразком оспівування лицарських подвигів та просякнута войовничим католицизмом. Попри те, що поема була готова вже в 1575 році, Тассо побоювався видавати її, і лише один з його друзів без згоди автора видрукував її у 1581 році. Книга викликала гостру полеміку та нападки на автора, через що поет переробив її і видав під назвою «Завойований Єрусалим». Однак цей варіант значно поступався першій редакції.

## Особисте життя
На думку професора Деніела Айзенберга, Торквато Тассо був одним з найвидатніших гомосексуалів свого часу.
Восени 1576 року Тассо посварився з феррарським джентльменом Маддало, який надто вільно висловився про якийсь одностатевий роман. Того ж року він написав листа своєму другові-гомосексуалу Луці Скалабріно, в якому розповідав про власне кохання до 21-річного юнака Ораціо Аріосто: «Я кохаю його, і я готовий кохати його кілька місяців, бо враження цього кохання в моїй душі надто сильне, і його неможливо стерти за кілька днів… Я називаю своє почуття „коханням“, а не просто прихильністю, бо зрештою це і є коханням. Я не усвідомлював цього раніше, бо ще не відчувала в собі жодного з тих сексуальних потягів, які зазвичай пробуджує кохання, навіть коли ми були разом у ліжку. Але тепер я чітко усвідомлюю, що я був і є не другом, а цілком чесно коханцем, бо відчуваю жахливий біль не лише тому, що він не відповідає на моє кохання, але й тому, що я не можу розмовляти з ним з тією свободою, до якої звик, і мені дуже боляче бути далеко від нього» Гомоеротичні елементи, на думку дослідників, присутні у поемі «Викрадений Ганімед» (італ. Ganimede rapito), що була написана Тассо ймовірно у підлітковому віці.